# The Last King
The Last King (Birkebeinerne) è un film del 2016 diretto da Nils Gaup.
La pellicola è ispirata a fatti storici realmente accaduti legati alla guerra civile norvegese del XIII secolo.

## Trama
In Norvegia nel 1204 a Nidaros, l'attuale Trondheim, il re Haakon Sverresson viene ucciso dai Bagler, che avevano preso il potere nella Norvegia orientale, con l'aiuto della Danimarca e sostenuti dalla Chiesa, incominciando così l'era delle guerre civili in Norvegia. Dietro la morte del re c'è la sua matrigna, Margherita Eriksdotter di Svezia, che lo avvelena sotto consiglio del conte Gisle, che appartiene ai Bagler, che prende subito dopo il potere facendo imprigionare il lealista conte Inge.
I Birkebeiner, lealisti e fedeli al trono, cercano di proteggere Haakon Haakonsson, figlio illegittimo del re defunto e due di loro, Skjervald e Torstein, lo vanno a recuperare a Lillehammer insieme alla madre, Inga di Varteig, per portarli dalla zona in cui vivevano, controllata dai Bagler, a Østerdalen, nella Norvegia settentrionale. Dopo la morte di tutti gli eredi al trono, essi sperano proprio nel figlio illegittimo, che metà del regno vuole uccidere, per non far cadere la dinastia e per rivendicare i suoi diritti a governare in quanto in Norvegia anche i figli illegittimi potevano aspirare al trono.
Skjervald torna a casa ma i Bugler lo attaccano e uccidono la sua famiglia anche se ottengono da lui il luogo dove il bambino è protetto. Skjervald, quindi, riesce a fuggire e ad avvertire Torstein e i Birkbeiner che i Bugler sono sulle loro tracce. I Bugler riescono ad entrare nel loro campo e fortuitamente Inga riesce a scappare in slitta mentre Skjerval e Torstein prendono il bambino e fuggono con gli sci.
Intanto a corte GIsler capisce che Cristina di Norvegia, figlia di Margherita e sorella di re Haakon, sa tutto del complotto e della morte del re e la prende in moglie aspirando al trono.
I Bagler trovano il bambino e assalgono il villaggio dove si rifugia, ma Inga riesce a scappare protetta sempre da Skjervald e Torstein.
Il film si chiude con il salvataggio del bambino e la presa del potere del conte Inge che prende sotto protezione il bambino.

## Distribuzione
Il film è stato presentato in anteprima in Norvegia il 12 febbraio 2016 e i diritti sul film sono stati venduti in 60 paesi.

## Accoglienza
La maggior parte dei recensori ha elogiato le meravigliose riprese naturali e la qualità delle scene drammatiche di sci, cavallo e azione. Ma molti dei recensori erano meno entusiasti della sceneggiatura, dei dialoghi e della recitazione.
Il recensore di Aftenposten, May Synnøve Rogne, ha dato un voto di 4 stelle, ha citato le scene d'azione buone, ma criticò il dialogo per essere occasionalmente troppo semplice e per avere stereotipato le persone.
Jan Erik Teigen in Forward ha dato un voto di 5 stelle, e ha elogiato il cast del film per il modo in cui "la storia della fuga dei Birkebeiners attraverso le montagne da Rena è stata fotografata e descritta con una brillante arte cinematografica".

### Critica
Sul siti di recensioni Rotten Tomatoes, il film ha un punteggio di approvazione dell'89% basato su 9 recensioni, con valutazione media di 6.39/10.